# Peru International 2009
Die Peru International 2009 im Badminton fanden vom 16. bis zum 19. April 2009 in Lima statt.

## Sieger und Platzierte
| Disziplin    | Gold                            | Silber                            | Bronze                               |
| ------------ | ------------------------------- | --------------------------------- | ------------------------------------ |
| Herreneinzel | Kimihiro Yamaguchi              | Osleni Guerrero                   | Rafael Vazquez                       |
| Herreneinzel | Kimihiro Yamaguchi              | Osleni Guerrero                   | Kevin Cordón                         |
| Dameneinzel  | Claudia Rivero                  | Solángel Guzmán                   | Katherine Winder                     |
| Dameneinzel  | Claudia Rivero                  | Solángel Guzmán                   | Cristina Aicardi                     |
| Herrendoppel | Kevin Cordón Rodolfo Ramírez    | José Vicente Martinez Javier Tur  | Antonio de Vinatea Martín del Valle  |
| Herrendoppel | Kevin Cordón Rodolfo Ramírez    | José Vicente Martinez Javier Tur  | Erick Anguiano Pedro Yang            |
| Damendoppel  | Cristina Aicardi Claudia Rivero | Solángel Guzmán Lisandra Suárez   | Marlin Maldonado Karen Morales       |
| Damendoppel  | Cristina Aicardi Claudia Rivero | Solángel Guzmán Lisandra Suárez   | Alejandra Monteverde Paula Rodriguez |
| Mixed        | Pedro Yang Paula Rodriguez      | Antonio de Vinatea Claudia Rivero | Bruno Monteverde Claudia Zornoza     |
| Mixed        | Pedro Yang Paula Rodriguez      | Antonio de Vinatea Claudia Rivero | Erick Anguiano Marlin Maldonado      |